# International Data Group
International Data Group (IDG) là một tổ chức đầu tư mạo hiểm, quản lý sự kiện, nghiên cứu và truyền thông kỹ thuật số. 
IDG chuyển hoá từ International Data Corporation (IDC) được thành lập vào năm 1964 tại Newtonville, Newton, Massachusetts bởi Patrick Joseph McGovern và một người bạn. IDC hiện là công ty phụ của IDG.
IDG có một công ty mẹ (toạ lạc ở Boston), với vài ấn bản. Mỗi quốc gia IDG toạ lạc, ấn bản được xuất bản ở cấp độ quốc gia, nơi có nhiều kiến thức cho thị trường đặc biệt ở địa phương.
IDG xuất bản hơn 300 tạp chí trên 85 quốc gia và 5 mặt hàng xuất bản toàn cầu – Computerworld/InfoWorld, CIO, Macworld, Network World, và Thế giới Vi Tính – tính cho hơn 175 trong số những tạp chí này. McGovern đã kiếm được hàng tỉ USD từ sự phát triển của IDG, một công ty tư nhân.
Công ty phụ của IDG, IDG World Expo tổ chức một loạt các sự kiện quy mô lớn, như là những hội nghị. Có những hội nghị đặc trưng cho những doanh nghiệp ngành công nghệ. IDG World Expo còn tổ chức E for All, Macworld Conference & Expo, và LinuxWorld Conference and Expo.
IDG cũng có hãng tin tức riêng của mình, IDG News Service. Trụ sở ở Boston và có nhiều chi nhánh ở New York, Washington, San Francisco, Tokyo, Đài Bắc, Bắc Kinh, Singapore, Bangalore, Paris, London, Stockholm, và Brussels. Nó cung cấp tin tức, hình ảnh, đoạn phim và những nội dung khác đến trang web của IDG và những ấn phẩm in toàn cầu.
Vào năm 2005, một số nhà đầu tư, bao gồm IDG, đã cố gắng mua công ty BlogCN.
IDG Books, là một công ty trách nhiệm hữu hạn tách ra từ công ty tư nhân IDG, xuất bản những cuốn sách trợ giúp bản thân như "...For Dummies". Phạm vi của "...For Dummies" ban đầu được giới hạn trong những lĩnh vực liên quan đến máy vi tính, nhưng sau đó được mở rộng ra để bao gồm những chủ đề đa dạng hơn nữa. Loạt sách này hiện tại đang được xuất bản bởi John Wiley & Sons. IDG Books/Hungry Minds - như IDG Books đã được đổi tên ngắn gọn lại trước khi được bán cho Wiley vào năm 2001 - không còn tồn tại như là một công ty riêng.

## IDC
International Data Corporation (IDC) là một công ty phụ của IDG.

## IDG châu Âu
IDG xuất bản những tạp chí và trang web trong vài ngôn ngữ và quốc gia châu Âu. Vào tháng 6 năm 2008, chủ nhân IDG Pat McGovern nói rằng 2 phần 3 độc giả ở Hoa Kỳ là độc giả trực tuyến, trong khi đó ở châu Âu 2 phần 3 đọc những ấn phẩm in. Trong những tựa đề tiếng châu Âu, không có từ nào trùng với Computer Sweden, phiên bản tiếng Thuỵ Điển của Computerworld, là một báo ngắn buổi sáng được xuất bản 3 ngày một tuần. Doanh thu của nó lớn hơn Computerwoche của Đức và là ấn bản lớn nhất của IDG ở châu Âu, McGovern nói. Computer Sweden is printed and circulated in 51,000 copies.

## IDG Trung Quốc
IDG có một công ty phụ ở Trung Quốc giữ riêng vốn trong doanh nghiệp. Nó được xem như là một trong những công ty có vốn kinh doanh nước ngoài tốt nhất Trung Quốc.

## IDG Úc
IDG có một công ty con ở Sydney, Úc. Có khoảng 70 nhân viên, IDG Úc đã hợp nhất vào năm 1978 và xuất bản những phiên bản địa phương của thương hiệu Computerworld, CIO, PC World, TechWorld như những thương hiệu riêng của Úc là ARN và GoodGearGuide.